# Kollektive Verteidigung
Kollektive Verteidigung oder Bündnisverteidigung ist in der Verteidigungspolitik ein traditionelles System zur Friedenssicherung in Form eines militärischen Zweckbündnisses mehrerer Staaten. Die Zusammenarbeit erfolgt auf Zeit oder unbegrenzt. Kollektive Verteidigungssysteme arbeiten nach dem Prinzip des gegenseitigen Beistandes und der Abschreckung. Sie werden durch völkerrechtliche Verträge eingerichtet (z. B. gegenwärtig NATO oder ehemals Warschauer Pakt). Die militärische Stärke soll ein Gleichgewicht und somit strategische Stabilität herbeiführen.
Ein militärischer Beistand bzw. Nothilfe des angegriffenen Staates kann gemäß Artikel 51 der Charta der Vereinten Nationen auch ohne ein formelles Militärbündnis erfolgen.

## Geschichte der kollektiven Verteidigung
Es gab stets Bündnisse, Pakte oder Allianzen zwischen Staaten, die dem militärischen Beistand im Kriegsfall dienten. Bereits Otto von Bismarck hat durch sein ausgeklügeltes Bündnissystem Deutschland zur Einigung (siehe Einigungskriege) verholfen und für Jahrzehnte ohne Krieg gesorgt. Jedoch haben diese Bündnisse auch zum Ersten und Zweiten Weltkrieg geführt. Durch die Vereinbarungen wie die Entente Cordiale oder die Achse Berlin–Rom–Tokio entwickelte sich kurz nach Kriegsausbruch ein Flächenbrand über ganz Europa, was auch zum Eintritt der Vereinigten Staaten in beide Weltkriege führte.
Nach dem Zweiten Weltkrieg gab es zwei große Verteidigungsbündnisse: Die NATO und der Warschauer Pakt. Ihre Gründung gilt als Wegbereiter des Kalten Krieges sowie der Teilung Europas. Die Gründung einer Europäischen Verteidigungsgemeinschaft scheiterte 1954.

## Kollektive Verteidigung heute
Nach dem Zerfall des Sozialismus in Mittel- und Osteuropa und der Auflösung des Warschauer Pakts 1991 gab es nur ein kollektives Verteidigungssystem in Europa: die NATO. Ihre Ziele wurden etwas abgeschwächt und sie dient jetzt mehr dem Friedens- und Demokratieerhalt, auch wenn das Prinzip immer noch die Beistandspflicht nach Artikel 5 des Nordatlantikvertrags ist. Auch ist heute die Bereitschaft da, notfalls ohne UN-Mandat zu handeln, wie es 1999 im Kosovokrieg der Fall war.
Viele der ehemaligen Warschauer-Pakt-Staaten sind der NATO beigetreten (z. B. Polen, Tschechien, Estland, Bulgarien, Rumänien, Ungarn), was den europäischen Einigungsprozess beschleunigt hat.

## Existierende Systeme kollektiver Verteidigung

### Rat für kollektive Sicherheit
Einige Nachfolgestaaten der Sowjetunion haben sich 1992 unter russischer Führung zur Organisation des Vertrags über kollektive Sicherheit (OVKS) zu einem militärischen Bündnis zusammengeschlossen. Teilnehmer sind:
- Russland
- Armenien
- Belarus
- Kasachstan
- Kirgisistan
- Tadschikistan
- Usbekistan

Die Bündnis-Aufgabe ist die Gewährleistung der Sicherheit und der Unverletzlichkeit der Grenzen der Mitgliedstaaten. Der Sitz befindet sich in Moskau, während der Vorsitz zwischen den beteiligten Staaten rotiert.

### EU
Die Europäische Union durch den Vertrag von Lissabon in Art. 42 Absatz 7 des Vertrags über die Arbeitsweise der Europäischen Union eine Beistandsverpflichtung festgelegt: „Im Falle eines bewaffneten Angriffs auf das Hoheitsgebiet eines Mitgliedstaats schulden die anderen Mitgliedstaaten ihm alle in ihrer Macht stehende Hilfe und Unterstützung [...]“.

## Rechtliche Aspekte
Das Grundgesetz (GG) erlaubt in Art. 24 Abs. 2 ausdrücklich die Teilnahme Deutschlands an „einem System gegenseitiger kollektiver Sicherheit zur Wahrung des Friedens“ durch „Einordnung“ in dasselbe. Die Beschränkungen deutscher Hoheitsrechte sollen der „Herbeiführung und Sicherung einer friedlichen und dauerhaften Ordnung in Europa und zwischen den Völkern der Welt“ dienen (siehe auch Übertragbarkeit von Hoheitsrechten).
Nicht rein humanitäre Bundeswehreinsätze im NATO-Rahmen sind erst seit 1994 möglich, seit das Bundesverfassungsgericht in einem Grundsatzurteil, seiner so genannten Out-of-Area-Entscheidung, die NATO als „System gegenseitiger kollektiver Sicherheit“ bezeichnete.